# Georges Detreille
Georges Detreille (Bourg-en-Bresse, 9 settembre 1893 – Nizza, 13 maggio 1957) è stato un ciclista su strada francese.

## Palmarès

### Olimpiadi
- Oro a Stoccolma 1912 nella corsa a squadre.